# Crinitaria
Crinitaria là một chi thực vật có hoa trong họ Cúc (Asteraceae).

## Loài
Chi Crinitaria gồm các loài: